# 鲍蕙荞
鲍蕙荞（1940年7月—），女，广东珠海人，生于四川犍为，中华人民共和国钢琴演奏家，曾任中国音乐家协会副主席、顾问。她曾经两次担任国际钢琴大赛评委，享受国务院颁发的政府特殊津贴，现为中国音乐家协会全国器乐演奏（业余）考级委员会专家委员会副主任、中央乐团（中国交响乐团前身）社会音乐学院副院长。

## 生平
鲍蕙荞9岁开始学钢琴，13岁考入中央音乐学院少年班（即今中央音乐学院附中），1957年保送中央音乐学院钢琴系。1968年底，在文革中被分配到天津的一个部队农场接受劳动教育。1970年，丈夫庄则栋利用与江青的关系，将鲍蕙荞调入中国交响乐团任独奏家。1985年10月20日在北京首次举行独奏会。1992年，作为大陆艺术家代表团成员访问台湾。

## 获奖与荣誉
- 中央音乐学院中国钢琴作品演奏比赛一等奖（1960年）[7]
- 第二届乔治·埃内斯库国际钢琴比赛第五名（1961年9月）[4]
- 布拉格之春国际钢琴比赛中国选拔赛第一名（1964年）[8]
- 肖邦国际钢琴比赛中国选拔赛一等奖（1965年）[8]
- 第四届全国音乐作品大赛最佳表演奖（1985年）[8]
- 中国唱片公司“金唱片”奖（1992年）[8]

## 家庭
父亲为鲍国宝。前夫是乒乓球运动员庄则栋，两人1959年相识，1967年结婚，1985年2月离异。他们的儿子庄彪、女儿庄岚都喜爱音乐。侄孙鲍天卯为钢琴家。